# Albaniens medeltida historia
Denna artikel behandlar Albaniens historia under medeltiden.

## Tidig medeltid
Romarrikets fall och år av omfattande immigration medförde radikala förändringar på Balkanhalvön och för illyrierna. Folkvandringens stammar tog över rika romerska städer, förstörde de existerande sociala och ekonomiska funktionerna där och lämnade de stora romerska templen och vägförbindelser i ruiner. Illyrierna försvann gradvis som distinkt folk från Balkanhalvön och ersattes av slaver och andra folk. 
Från 500-talet och framåt trängdes illyrerna undan av slaver. Området blev bysantinskt och delades in i tre provinser: Praevalitana, Epirus Nova och Epirus Vetus.
Under 400-talet började främmande stammar plundra Romerska riket och illyriskt land och handeln där minskade. Goter och hunner var de första att anlända och invadera området. Avarer kom på 540-talet och slaver på 700-talet. Femtio år senare behärskade bulgarer mycket av Balkanhalvön och bredde ut sitt rike i låglandet i nuvarande centrala Albanien. Många illyrier flydde från kusten till bergsområdet. Andra illyrier förenades med erövrarna genom giftermål och blev slutligen assimilerade. 
Normander och venetianer attackerade under den tidiga medeltida perioden bysantiner manskap från havs. Bulgarernas, serbernas och bysantinernas militära styrkor kom i land och höll delar av balkanhalvön under många av de kommande åren. Sammanstötningar mellan rivaliserande stammar och utifrån påkallade avbrott från serber utlöste oro söderut i riktning mot Grekland. Erövrarna assimilerades med illyrierna i stort sett, men de illyrier som levde i inlandet som är idag Albanien och delar av det tidigare Jugoslavien och Grekland införlivades aldrig fullständigt med det inkräktarna som lade stora spår i historien, det delar var inte ens kontrollerad av dem.
Det första historiska omnämnandet av Albanien och albaner var i Anna Komnenos dagbok (Alexiad 4) i samband med att Vatikanen kränkte bysantinskt land då det skickades normander från södra Italien till albanskt bebott land 1081.

## Senmedeltid
Serber ockuperade delar av det nuvarande norra och östra Albanien mot slutet av 1200-talet. År 1204 plundrades Konstantinopel i ett av Västeuropas korståg. Republiken Venedig vann nominell kontroll över Albanien och Epirusområdet och tog Durrës i besittning .
Prins Mikael Komnenos från den besegrade bysantinska familjen skapade en allians med albanska ledare och fördrev venetianer från det land som idag är södra Albanien och norra Grekland, och 1204 skapade han ett självständigt albanskt furstendöme. Despoter av Epirus med Janina (nuvarande Ioannina) som huvudstad. År 1272 ockuperade kungen av Neapel, Karl I av Anjou, Durrës och skapade albanska kungariket Arberia. Landet bestod av en rad stora principat som hade fått sina benämningar efter framträdande familjer och befann sig då i en mycket stark social, kulturell och historisk utvecklingsprocess.
Bönderna brukade jorden och djurskötarna slog sig ner i de bördiga bergen. Handelsmännen reste långa sträckor både norrut och söderut och valde också sjövägen för sina många och rika karavaner. Med sina varor förvandlade handelsmännen basarerna till viktiga kommersiella områden där alla kunde köpa, sälja och byta sina produkter. Uppe i bergen byggdes slott till försvar mot fiender och banditer.
Under medeltidens senare del uppnådde det urbana albanska samhället en högre grad av utveckling. Handeln blomstrade och albanska köpmän hade handelskontor i Venedig, Ragusa och Thessaloniki. Städernas välstånd gynnade också utvecklingen av undervisning och konst. Det albanska språket användes under denna period inte i skolor, kyrkor eller vid offentliga regeringshandlingar. Konstens och litteraturens officiella språk var grekiska och latin som hade ett starkt stöd av statsmakterna.
År 1081 anfölls Albanien av normanderna under ledning av Robert Guiskard, men dessa lämnade landet efter deras ledares död år 1085.
Under 1200- till 1400-talen hade det nya förvaltningssystemet av militärprovinser bidragit till framväxandet av feodalism i Albanien, och bondesoldater som lydde under militära befälhavare blev livegna på lantegendomarna. Bland de ledande släkterna hos Albaniens feodala adelskap fanns Thopia, Balsha, Shpata, Muzaka, Aranti, Dukagjini och Kastrioti. De tre förstnämnda blev härskare i furstendömen vilka i praktiken var självständiga från Bysans. Det nuvarande Albanien var uppdelat i en rad självständiga principat, benämnda efter de adelsfamiljer som behärskade dem. Dessa adelssläkter bestred ofta varandra för att skaffa sig rikedomar och utvidga sina gränser. På så vis blev de starkare och respekterades av de andra stammarna.
Landet befann sig i en social, kulturell och historisk utvecklingsprocess. Bönder brukade jorden i större utsträckning än tidigare och man slog sig även ner i de bördiga bergen. Handelsmän reste långa sträckor både norrut och söderut och valde också sjövägen för sina karavaner. I bergen byggdes vid denna flera slott för försvar mot fiender och stråtrövare.
Det huvudsakliga centrumet vid denna tid var staden Kruja, vars förste härskare var Progon (1190-1199), åtföljd av Gjini och Dhimitri. Huvuddelen av Albanien inlemmades så småningom i furstendömet Epirus, som behärskades av ätten Komnenos, och kungariket Sicilien.
Progons söner allierade med Epirus och Serbien. Den epirotiska despoten Mikael Angelos Komnenos (Mihal Angel Komnenos) gifte sig med en adlig albanska från Durrës, medan Dhimitri gifte sig med Komnenos dotter till Stefan Nemanja, den förste serbiske kungen.
Efter ett tag föll Albanien på grund av trycket från Republiken Venedig och Epirus. Mikael II från släkten Komnenos gifte bort sin dotter med Manfred von Hohenstaufen, kung av Sicilien, och överlämnade Vlorë, Kaninë och Berat till honom som besittningar. Efter Manfreds nederlag mot Karl I av Anjou (härskare av Neapel) år 1266 tillföll dessa albanska områden segraren, som den 21 februari 1272 utropade sig själv till härskare över kungariket Albanien. År 1286 tvingades han dock ut ur landet av bysantinska arméer och en revolterande inhemsk befolkning.
Under 1300-talet steg det serbiska kungariket, under tsar Stefan Dushan, fram som dominerande makt på Balkan. Det erövrade hela Albanien med undantag för Durrës. Det serbiska riket sönderföll dock kort efter Stefan Dushans död år 1355. Albanska adelsfamiljer som Blasha, Thopia, Muzaka, Dukagjini och Kastriota utnyttjade situationen till att inrätta oberoende furstendömen, vilka dock blev kortlivade.

## Den osmanska erövringen
Under 1380-talet anföll det Osmanska riket under sultan Murat I Albanien. De albanska prinsarna hade inget organiserat försvar och blev tvungna att kapitulera. Många av de besegrade albanska adelsmännen anslöt sig snart till ett gerillakrig mot osmanerna under den serbiske fursten Lazars ledning. Deras gerillaattacker mot det osmanska väldet utgick framför allt från de höga bergen, men även från de djupa skogarna.
Mellan 1442 och 1443 samlade den albanska nationalhjälten Gjerg Kastrioti (1405- 17 januari 1468), som kom att kallas för Skanderbeg, de albanska furstarna i Lezha. Där bildades det som kom att kallas för Lezhaligan (Lezhaförbundet). Lezhaligan var en konfederation av albanska furstendömen som existerade mellan den 2 mars 1444 och 25 april 1479. Den lyckades sedan med samlade krafter köra ut de osmanska erövrarna. De följande tjugofem åren verkade Skanderbeg från den befästa bergsstaden Kruja och förhindrade osmanernas försök att återta Albanien. Skanderbeg fick visst stöd i form av kapital och militär hjälp från Neapel, Kyrkostaten, Venedig och Ragusa. Efter Skanderbegs död försvagades gradvis det albanska motståndet, vilket gjorde det möjligt för osmanerna att återerövra hela landet år 1505.